# Folicana incerta
Folicana incerta är en insektsart som beskrevs av Freytag 1979. Folicana incerta ingår i släktet Folicana och familjen dvärgstritar. Inga underarter finns listade i Catalogue of Life.